# Cygany (Mazovie)
Pour les articles homonymes, voir Cygany.
Cygany (prononciation : [t͡sɨˈɡanɨ]) est un village polonais de la gmina d'Obryte dans le powiat de Pułtusk de la voïvodie de Mazovie dans le centre-est de la Pologne.

## Histoire
De 1975 à 1998, le village appartenait administrativement à la voïvodie d'Ostrołęka.